# Charles Magnette

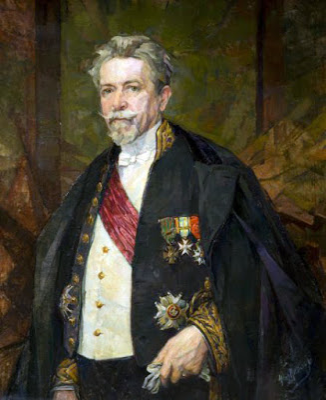
Charles Magnette door Marguerite Radoux.

Charles Magnette (Virton, 3 februari 1863 - Luik, 18 oktober 1937) was een Belgisch liberaal senator.

## Levensloop
Magnette was een zoon van Louis Magnette, raadsheer bij het Hof van Beroep in Gent en van Julie Koening. Hij promoveerde tot doctor in de rechten (1885) aan de Universiteit van Luik, studeerde verder in Lausanne, Parijs en Berlijn en vestigde zich als advocaat aan de balie van Luik, waarvan hij in 1917-18 stafhouder was.
Als aanhanger van het progressief liberalisme van Paul Janson bouwde hij dit liberalisme verder uit in Luik. Hij stichtte het dagblad L'Express dat het orgaan werd van de Luikse progressieve liberalen. Van 1904 tot 1926 was hij gemeenteraadslid van Luik.
Hij werd in 1894 liberaal lid van de Kamer van volksvertegenwoordigers voor het arrondissement Luik en vervulde dit mandaat tot in 1900. In 1906 werd hij provinciaal senator en bleef dit tot in 1932. Hij was secretaris, ondervoorzitter en de laatste vier jaren, tussen 1928 en 1932, voorzitter van de Senaat.
Hij was vrijmetselaar en werd driemaal grootmeester bij het Grootoosten van België. Tijdens de Eerste Wereldoorlog richtte hij zich in 1914 en in 1916 tot de Duitse Grootloges met de oproep om een einde te stellen aan de oorlog en om de deportatie van arbeiders en de wreedheden begaan door de Duitse bezetters aan te onderzoeken. Dit kostte hem een gevangenisstraf van enkele weken. Hij was een van de medeoprichters van de Association Maçonnique Internationale, die in 1921 in Wenen boven de doopvont werd gehouden.
Magnette was een overtuigd rattachist. In augustus 1917 schreef hij een brief aan koning Albert met de dreiging dat Wallonië na de oorlog toenadering zou zoeken tot Frankrijk indien de Vlamingen, die de meerderheid van de bevolking uitmaakten, zouden kunnen beslissen over het lot van de Walen.
In 1925 werd hij benoemd tot minister van Staat. Zelf was hij nooit minister maar was wel juridisch adviseur van Paul-Emile Janson tijdens diens periode als minister van Justitie.
In Luik is een straat naar Charles Magnette vernoemd. In Parijs werd een Loge Charles Magnette-Les Amitiés franco-belges opgericht.
Charles Magnette was getrouwd met Marie Anne Barbe Mathilde Marcotty; zoon Paul Magnette was musicoloog, maar overleed op jonge leeftijd, evenals zijn dochter Andrée.